# Österreichische Alpine Skimeisterschaften 2022
Die Österreichischen Alpinen Skimeisterschaften 2022 fanden von 22. bis 28. März 2022 im Montafon in Vorarlberg statt. Die Rennen waren zumeist international besetzt, um die Österreichische Meisterschaft fuhren jedoch nur die österreichischen Teilnehmer.

## Übersicht
| Disziplin    | Datum             | Staatsmeister       | Verein            | Datum             | Staatsmeisterin       | Verein                 |
| ------------ | ----------------- | ------------------- | ----------------- | ----------------- | --------------------- | ---------------------- |
| Abfahrt      | 25.03.2022        | Daniel Danklmaier   | Haus im Ennstal   | 26.03.2022        | Franziska Gritsch     | Sölden                 |
| Super-G      | 24.03.2022        | Julian Schütter     | Pichl-Reiteralm   | 24.03.2022        | Magdalena Egger       | Arlberg                |
| Riesenslalom | 23.03.2022        | Stefan Brennsteiner | Niedernsill       | 27.03.2022        | Katharina Truppe      | Sankt Veit an der Glan |
| Slalom       | 22.03.2022        | Simon Rueland       | Landeck           | 28.03.2022        | Katharina Liensberger | Rankweil               |
| Kombination  | nicht ausgetragen | nicht ausgetragen   | nicht ausgetragen | nicht ausgetragen | nicht ausgetragen     | nicht ausgetragen      |

## Herren

### Abfahrt
| Platz | Name              | Zeit        |
| ----- | ----------------- | ----------- |
| 01    | Daniel Danklmaier | 2:01,18 min |
| 02    | Otmar Striedinger | 2:01,61 min |
| 03    | Julian Schütter   | 2:01,67 min |
| 04    | Christoph Krenn   | 2:01,71 min |
| 05    | Nicklas Köck      | 2:02,00 min |
| 06    | Stefan Babinsky   | 2:02,58 min |
| 07    | Stefan Eichberger | 2:02,78 min |
| 08    | Manuel Traninger  | 2:02,82 min |
| 09    | Stefan Rieser     | 2:03,25 min |
| 10    | Luis Tritscher    | 2:03,78 min |

Datum: 25. März 2022

Ort: St. Gallenkirch

Piste: Grasjoch

Start: 2352 m, Ziel: 1990 m

Höhendifferenz: 362 m

Tore: 30

Sprintabfahrt in zwei Durchgängen

### Super-G
| Platz | Name                 | Zeit        |
| ----- | -------------------- | ----------- |
| 01    | Julian Schütter      | 1:04,90 min |
| 02    | Otmar Striedinger    | 1:04,99 min |
| 03    | Daniel Hemetsberger  | 1:05,00 min |
| 04    | Daniel Danklmaier    | 1:05,15 min |
| 05    | Stefan Rieser        | 1:05,24 min |
| 06    | Nicklas Köck         | 1:05,36 min |
| 07    | Manuel Traninger     | 1:05,48 min |
| 08    | Stefan Eichberger    | 1:05,53 min |
| 09    | Philipp Lackner      | 1:05,60 min |
| 10    | Marco Pfiffner (LIE) | 1:05,67 min |

Datum: 24. März 2022

Ort: St. Gallenkirch

Piste: Grasjoch

Start: 2352 m, Ziel: 1990 m

Höhendifferenz: 362 m

Tore: 33

### Riesenslalom
| Platz | Name                | Zeit        |
| ----- | ------------------- | ----------- |
| 01    | Stefan Brennsteiner | 2:07,15 min |
| 02    | Patrick Feurstein   | 2:07,59 min |
| 03    | Tommaso Sala (ITA)  | 2:08,05 min |
| 03    | Sam Maes (BEL)      | 2:08,05 min |
| 05    | Lukas Feurstein     | 2:08,48 min |
| 06    | Marco Reymond (SUI) | 2:08,56 min |
| 07    | Christian Borgnaes  | 2:08,68 min |
| 08    | Thomas Dorner       | 2:08,70 min |
| 08    | Julian Schütter     | 2:08,70 min |
| 10    | Marco Schwarz       | 2:08,74 min |

Datum: 23. März 2022

Ort: Schruns

Piste: Seebliga

Start: 2080 m, Ziel: 1770 m

Höhendifferenz: 310 m

Tore 1. Lauf: 49, Tore 2. Lauf: 48

### Slalom
| Platz | Name                   | Zeit        |
| ----- | ---------------------- | ----------- |
| 01    | Simon Rueland          | 1:36,08 min |
| 02    | Johannes Strolz        | 1:36,29 min |
| 03    | Christoph Meissl       | 1:36,58 min |
| 04    | Simon Oberhamberger    | 1:36,70 min |
| 05    | Lukas Feurstein        | 1:36,76 min |
| 06    | Joshua Sturm           | 1:36,79 min |
| 07    | Thomas Dorner          | 1:36,86 min |
| 08    | Philipp Hoffmann       | 1:36,94 min |
| 09    | Julian Rauchfuss (GER) | 1:37,03 min |
| 10    | Michael Matt           | 1:37,07 min |

Datum: 22. März 2022

Ort: Schruns

Piste: Seebliga

Start: 1950 m, Ziel: 1770 m

Höhendifferenz: 180 m

Tore 1. Lauf: 57, Tore 2. Lauf: 60 

### Kombination
Nicht ausgetragen.

## Damen

### Abfahrt
| Platz | Name                | Zeit        |
| ----- | ------------------- | ----------- |
| 01    | Franziska Gritsch   | 2:03,68 min |
| 02    | Stephanie Venier    | 2:03,72 min |
| 03    | Vanessa Nussbaumer  | 2:04,43 min |
| 04    | Tamara Tippler      | 2:04,51 min |
| 05    | Magdalena Egger     | 2:04,63 min |
| 06    | Amanda Salzgeber    | 2:04,80 min |
| 07    | Lena Wechner        | 2:05,02 min |
| 08    | Emily Schöpf        | 2:05,06 min |
| 09    | Nadine Fest         | 2:05,09 min |
| 10    | Elisabeth Reisinger | 2:05,11 min |

Datum: 26. März 2022

Ort: St. Gallenkirch

Piste: Grasjoch

Start: 2352 m, Ziel: 1990 m

Höhendifferenz: 362 m

Tore: 32

Sprintabfahrt in zwei Durchgängen

### Super-G
| Platz | Name                | Zeit        |
| ----- | ------------------- | ----------- |
| 01    | Magdalena Egger     | 1:06,17 min |
| 02    | Nadine Fest         | 1:06,18 min |
| 03    | Emily Schöpf        | 1:06,41 min |
| 04    | Elisabeth Reisinger | 1:06,74 min |
| 05    | Nina Ortlieb        | 1:06,75 min |
| 06    | Stephanie Venier    | 1:06,76 min |
| 07    | Lena Wechner        | 1:06,82 min |
| 08    | Tamara Tippler      | 1:06,94 min |
| 09    | Vanessa Nussbaumer  | 1:07,10 min |
| 10    | Magdalena Ranalter  | 1:07,18 min |

Datum: 24. März 2022

Ort: St. Gallenkirch

Piste: Grasjoch

Start: 2352 m, Ziel: 1990 m

Höhendifferenz: 362 m

Tore: 33

### Riesenslalom
| Platz | Name                  | Zeit        |
| ----- | --------------------- | ----------- |
| 01    | Katharina Truppe      | 2:01,16 min |
| 02    | Ricarda Haaser        | 2:01,21 min |
| 03    | Franziska Gritsch     | 2:01,72 min |
| 04    | Katharina Liensberger | 2:02,51 min |
| 05    | Viktoria Bürgler      | 2:03,61 min |
| 06    | Katharina Gallhuber   | 2:04,10 min |
| 07    | Melanie Niederdorfer  | 2:04,78 min |
| 08    | Sophia Waldauf        | 2:05,16 min |
| 09    | Sabrina Maier         | 2:05,19 min |
| 10    | Victoria Olivier      | 2:05,40 min |

Datum: 27. März 2022

Ort: Schruns

Piste: Seebliga

Start: 2080 m, Ziel: 1770 m

Höhendifferenz: 310 m

Tore 1. Lauf: 46, Tore 2. Lauf: 45 

### Slalom
| Platz | Name                    | Zeit        |
| ----- | ----------------------- | ----------- |
| 01    | Katharina Liensberger   | 1:31,71 min |
| 02    | Franziska Gritsch       | 1:31,81 min |
| 03    | Katharina Truppe        | 1:32,26 min |
| 04    | Stephanie Brunner       | 1:32,89 min |
| 05    | Aline Höpli (SUI)       | 1:32,90 min |
| 06    | Nicole Good (SUI)       | 1:33,37 min |
| 07    | Nina Astner             | 1:33,54 min |
| 08    | Valentina Pfurtscheller | 1:35,36 min |
| 09    | Victoria Olivier        | 1:35,43 min |
| 10    | Julia Flatscher         | 1:35,78 min |

Datum: 28. März 2022

Ort: Schruns

Piste: Seebliga

Start: 1950 m, Ziel: 1770 m

Höhendifferenz: 180 m

Tore 1. Lauf: 56, Tore 2. Lauf: 56 

### Kombination
Nicht ausgetragen.